# William Montgomery

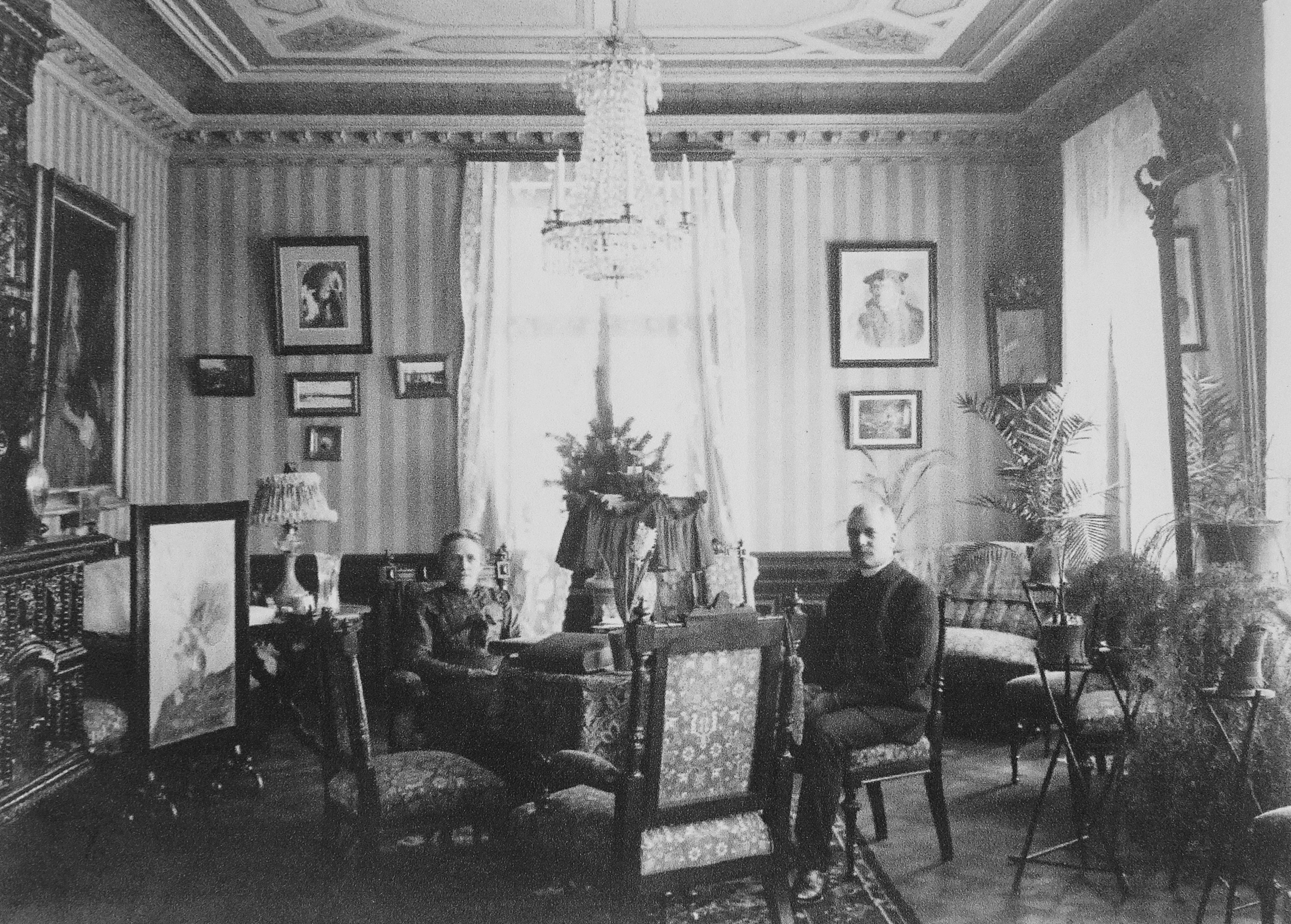
Maria och William Montgomery i salen på Lindholmens gård.

William Cecil Montgomery (i riksdagen kallad Montgomery i Stocksund), född 21 mars 1859 i Lännäs församling, Örebro län, död 30 april 1921 i Hedvig Eleonora församling, Stockholms stad, var en svensk godsägare och politiker (liberal). Han var son till riksdagsledamoten Robert Montgomery-Cederhielm och svärson till riksdagsledamoten Hampus Stellan Mörner af Morlanda.
William Montgomery tog officersexamen 1879 och tjänstgjorde vid Närkes regemente till 1887, då han övergick till reserven. Åren 1884–1913 drev han hela eller delar av Lindholmens gård i Orkesta socken samt var delägare i Stjärnfors bruk i Ljusnarsbergs socken.
Han var riksdagsledamot 1913–1916 för Liberala samlingspartiet i första kammaren för Stockholms läns valkrets. Han var också ordförande i Orkesta landskommuns kommunalstämma och kommunalnämnd. William Montgomery är begravd på Orkesta kyrkogård.